# Echinocodon draco
Echinocodon draco – gatunek rośliny z monotypowego rodzaju Echinocodon z rodziny dzwonkowatych. Występuje w południowo-wschodniej części prowincji Shaanxi i północno-zachodniej prowincji Hubei. Wchodzi w skład zbiorowisk porastających miejsca kamieniste.

## Morfologia
PokrójNiewielka, wieloletnia roślina zielna, o pędzie silnie rozgałęzionym, osiągającym do 40 cm wysokości.
LiścieSkrętoległe. Ogonkowe, pierzasto klapowane lub wcinane. Ogonek osiąga do 1 cm długości, a blaszka do 2 cm.
KwiatyBardzo drobne, szypułkowe, wyrastają w kątach liści pojedynczo lub po 2–3. Kielich zwykle z czterema działkami, dłuższymi od korony, na brzegu kolczastymi. Korona kwiatu jest miseczkowata, w dole zrośnięta, w górze zwieńczona 4 łatkami, podobnej długości jak część zrośnięta. Pręciki w liczbie 3 do 5, nitki wolne, spłaszczone u nasady, pylniki nieco krótsze od nitek. Zalążnia 3–5 komorowa, szyjka i znamię nitkowate.
OwoceKulistawe w dole i stożkowato wyciągnięte w górze torebki o średnicy 3–5 mm. Są one podzielone na komory i zawierają liczne, drobne (ok. 0,3 mm średnicy) i trójkanciaste nasiona.

## Systematyka
Pozycja systematyczna
Gatunek z monotypowego rodzaju Echinocodon D.Y. Hong, Acta Phytotax. Sin. 22: 183. 1984 z rodziny dzwonkowatych Campanulaceae klasyfikowany w jej obrębie do podrodziny Campanuloideae.